# Are Strandli

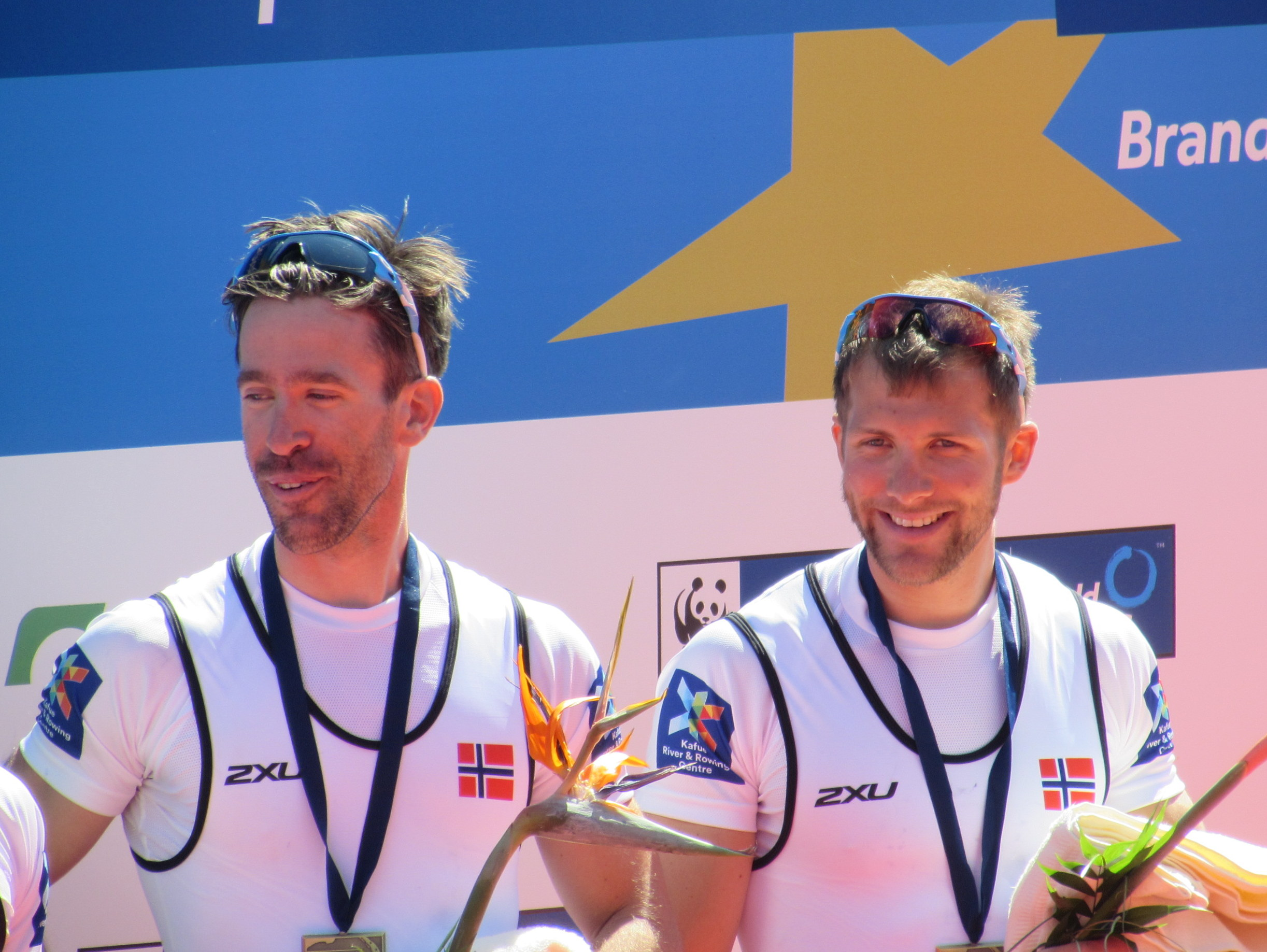
Are Strandli (links) und Kristoffer Brun bei der EM 2016

Are Weierholt Strandli (* 18. August 1988 in Stavanger) ist ein norwegischer Leichtgewichts-Ruderer. 2013 war er Weltmeister im Leichtgewichts-Doppelzweier.

## Karriere
Der 1,81 m große Ruderer vom Stavanger Roklub nahm 2007 sowohl an den U23-Weltmeisterschaften teil, wo er im Leichtgewichts-Doppelzweier mit Svein Urban Ringstad das B-Finale erreichte, als auch an den Europameisterschaften, wo er zusammen mit Kristoffer Brun ins B-Finale ruderte. 2008 belegten Brun und Strandli als Sieger des B-Finales den siebten Platz bei den U23-Weltmeisterschaften, im Jahr darauf erreichten sie den achten Platz. Bei den Europameisterschaften 2010 belegten Brun und Strandli den neunten Platz, bei den Weltmeisterschaften kamen sie auf den zehnten Platz. Bei den Weltmeisterschaften 2011 startete Strandli mit Ringstad, mit dem neunten Platz gelang ihnen auch die Olympiaqualifikation für 2012. 
Bei den Olympischen Spielen 2012 startete Strandli aber wieder zusammen mit Kristoffer Brun, die beiden erreichten das B-Finale und belegten insgesamt den neunten Platz. Bei den Europameisterschaften 2013 siegten die Franzosen Stany Delayre und Jérémie Azou vor Brun und Strandli und den Schweizern Simon Schürch und Mario Gyr. Bei den Weltmeisterschaften 2013 in Chungju gewannen Brun und Strandli vor den Schweizern und den britischen Brüdern Richard und Peter Chambers. Auch 2014 ging der Europameistertitel an die Franzosen Delayre und Azou, hinter dem deutschen Boot erhielten Brun und Strandli die Bronzemedaille. Bei den Weltmeisterschaften 2014 siegten die Südafrikaner James Thompson und John Smith vor Delayre/Azou und Brun/Strandli. 2015 gewannen Delayre und Azou sowohl bei den Europameisterschaften als auch bei den Weltmeisterschaften den Titel vor den Briten Richard Chambers und William Fletcher, Kristoffer Brun und Are Strandli erhielten jeweils die Bronzemedaille. Bei den Europameisterschaften 2016 siegte der irische Doppelzweier vor dem deutschen Boot, Brun und Strandli belegten wie im Vorjahr den dritten Platz. Ebenfalls die Bronzemedaille gewannen Brun und Strandli bei den Olympischen Spielen 2016, Olympiasieger wurden die Franzosen vor den Iren. 
Nachdem Strandli 2017 pausiert hatte, starteten Brun und Strandli 2018 wieder gemeinsam und gewannen den Titel bei den Europameisterschaften. Bei den Weltmeisterschaften in Plowdiw belegten die Norweger den fünften Platz. Ein Jahr später bei den Weltmeisterschaften in Linz/Ottensheim erreichten sie den vierten Platz mit drei Sekunden Rückstand auf die Drittplatzierten. Bei den Olympischen Spielen in Tokio gewannen Brun und Strandli ihren Vorlauf, kenterten aber im Halbfinale. Zum B-Finale traten sie nicht mehr an.